# Cassino museo arte contemporanea
Il CAMUSAC (Cassino Museo d'Arte Contemporanea) è il museo appartenente alla Fondazione omonima che a Cassino si occupa di esporre e promuovere la realizzazione e lo studio di opere di arte contemporanea.

## Storia
Inaugurato il 12 ottobre 2013. Le opere esposte appartengono alla collezione della famiglia Longo, che le ha raccolte attraverso un lavoro di ricerca iniziato nei primi anni novanta e guidato dal critico d'arte Bruno Corà. Dopo i primi anni di interesse privato, la collezione diviene visitabile dal pubblico nel 1996, anno in cui è stipulata la convenzione per la collaborazione con l'Università di Cassino, con il suo Rettore Oronzo Pecere. Segue un'attività di convegni (Tempo e forma nell'arte contemporanea, 1996; Spore, 1999; Inonia: quali città d'arte a venire?, 2001), ai quali partecipano artisti internazionali e studiosi di arte contemporanea, e durante i quali sono realizzate installazioni temporanee nei luoghi pubblici di Cassino, nelle sue zone archeologiche e presso le sedi dell'Università. Gli atti e le testimonianze fotografiche dei convegni sono raccolti in pubblicazioni.
Nel 2013 viene creata la Fondazione Longo.

## Il museo
Il museo si estende su una superficie coperta di 2.000 m², che comprende due ambienti espositivi e una biblioteca. Dal punto di vista architettonico i suoi interni sono stati sottoposti ad un intervento di ristrutturazione volto a valorizzare l'ampiezza degli spazi e ridurre quanto più possibile l'interferenza della struttura con le opere esposte. Esternamente il museo ospita, nel suo parco, opere scultoree e installazioni, liberamente visitabili. Parte della collezione si trova collocata in ambienti esterni privati ed è visitabile solo su richiesta.

## Collezione
La collezione comprende oltre duecento opere di diversi artisti, tra cui: Giovanni Anselmo, Nobuyoshi Araki, Alighiero Boetti, Louise Bourgeois, Enrico Castellani, Rebecca Horn, Mimmo Jodice, Jannis Kounellis, Daniele Lombardi, Yayoi Kusama, Sol LeWitt, Eliseo Mattiacci, Mario Merz, Giulio Paolini, Beverly Pepper, Michelangelo Pistoletto, Ettore Spalletti.
La collezione contiene inoltre opere di artisti delle ultime generazioni, tra i quali: Antony Gormley, Bruno Ceccobelli, Anton Corbijn, Soly Cissé, Luigi Ontani, Giuseppe Penone, Jaume Plensa, Alfredo Pirri, Piero Pizzi Cannella, Shigeru Saito, Marco Tirelli.